# Globocornidae
Globocornidae is een familie van weekdieren uit de klasse van de Gastropoda (slakken).

## Geslacht
- Globocornus Espinosa & Ortea, 2010